# آکادمی معماری مندریسیو
آکادمی معماری مندریسیو (به ایتالیایی: Accademia di Architettura di Mendrisio)در سال ۱۹۹۶ در مندریسیو سوئیس توسط ماریو بوتا تأسیس شده‌است. چهره‌های سرشناسی همچون کنت فرامپتون، پیتر زومتور، ادواردو سوتو د مورا با آن همکاری داشته‌اند. از استادان کنونی آن می‌توان به ماریو بوتا و دیبدو فرانسیس کره اشاره کرد.

## تاریخچه
این آکادمی توسط ماریو بوتا تأسیس شد و کنت فرامپتون، اسنوزی و لیو گالفتی نیز در این موضوع شراکت داشتند.